# Inka Uzoma
Inka Uzoma (* 26. Februar 1947 in Drensteinfurt; † 22. Februar 2016 in Diepholz) war eine deutsche Bildhauerin und Maskenbildnerin.

## Leben
Inka Uzoma absolvierte 1967–70 eine Ausbildung zur Maskenbildnerin an den Städtischen Bühnen in Dortmund. Danach arbeitete sie als freie Maskenbildnerin beim Theater und Fernsehen in Dortmund, Köln und Hamburg. Von 1983 bis 1985 erlernte sie bei Veronika Schlüter-Stoll Bildhauerei. Sie studierte anschließend an der Hochschule für Bildende Künste in Hamburg und 1987–88 Aktzeichnen beim Bildhauer und Maler Rainer Wilke.
Ab 1988 präsentierte sie ihre Popart oder auch figürlichen Skulpturen aus Bronze, Stahl, Ton und Holz sowie Collagen und Gemälde in Ausstellungen in in- und ausländischen Galerien.
Inka Uzoma war Mitglied der GEDOK, von 1992 bis 1995 erste Vorsitzende des „Künstlerhaus Eimsbüttel e.V.“, der Fördergemeinschaft „Junge Kunst“ BBK und Mitbegründerin der Künstlergruppe „TIBP“. Über 25 Jahre arbeitete sie künstlerisch gemeinsam mit Tietsche Burmeister. Lange Zeit lebte und arbeitete sie in Donstorf, einem Ortsteil der Gemeinde Eydelstedt  im niedersächsischen Landkreis Diepholz.

## Werke (Auswahl)

### Skulpturen
Von Inka Uzoma geschaffene lebensgroße Skulpturen befinden sich im öffentlichen Raum in Hamburg, Niedersachsen, Nordrhein-Westfalen und Schleswig-Holstein.
| Bezeichnung                             | Bild           | Standort                                                                     | Errichtung Einweihung                | Weitere Informationen |
| --------------------------------------- | -------------- | ---------------------------------------------------------------------------- | ------------------------------------ | --- |
| Der Denker                              |                | Diepholz, im Rosengarten beim Schloss Diepholz (Lage)                        | 2015                                 | Bronze-Skulptur |
| Der lange Weg - Bewegung                |                | Diepholz, im Müntepark Diepholz (Lage)                                       | 2018                                 | Die Eisenskulptur "Der lange Weg - Bewegung" ist ein Gemeinschaftswerk der Künstlergruppe Tietsche Burmeister, Barbara Abendroth und Inka Uzoma. |
| Helmut-Rahn-Statue                      |                | Essen-Bergeborbeck, am Stadion an der Hafenstraße (Lage)                     | 2004; seit 2014 am jetzigen Standort | Helmut-Rahn-Denkmal, auf einem Sockel stehendes Bronze-Standbild des deutschen Fußballspielers Helmut Rahn (1929–2003)                           |
| „Wo ist eigentlich Hamburg-Fuhlsbüttel“ | weitere Bilder | Hamburg-Wandsbek, Jenfeld, inmitten der Wohnblöcke Neubertbogen 20/26 (Lage) | 1996                                 | |
| Heidi Kabel                             | weitere Bilder | Hamburg-Mitte, St. Georg, Heidi-Kabel-Platz (Lage)                           | 2011                                 | |
| Steinskulptur "Die Elemente"            | weitere Bilder | Lembruch, vor dem Dümmer-Museum (Lage)                                       |                                      | Teil des Skulpturpfades "Diepholz - Dümmer" |
| Der Philanthrop                         | weitere Bilder | Pinneberg (Lage)                                                             | 1992                                 | |